# Karel Poborský
Karel Poborský, né le 30 mars 1972 à Jindřichův Hradec en Tchécoslovaquie, est un footballeur international tchèque. Il évoluait au poste de milieu offensif ou de milieu droit. 
Technique, rapide, possédant une excellente vision de jeu, distillant des caviars et des passes décisives, il était reconnaissable au début de sa carrière à ses cheveux longs châtains. Il a fait partie des joueurs majeurs de la Tchéquie durant les années 1990 et 2000. Il arrête sa carrière en 2007. Il était recordman du nombre de sélections en équipe nationale, avant d'être dépassé par Petr Čech en 2015.

## Biographie

### En club
Né à Jindřichův Hradec en Tchécoslovaquie, Karel Poborský est formé au Dynamo České Budějovice, où il commence sa carrière professionnelle.
Karel Poborský se révèle avec le Slavia Prague, club avec lequel il est sacré champion de Tchéquie et atteint les demi-finales de la Coupe UEFA.
La suite de sa carrière en club n'est pas toujours de cet acabit, malgré des passages dans de grands clubs, comme Manchester United, Benfica et la Lazio Rome. À Manchester, son temps de jeu est limité par la concurrence notamment de David Beckham. Libre de tout contrat avec la Lazio en 2002, il rejoint son pays et s'engage au Sparta Prague, avec initialement un contrat d'un an et une autre année en option. Il y reste finalement trois ans avant de rejoindre le České Budějovice, son club formateur, où il est prêté puis transféré en 2005. Devenu président-joueur, il y arrête sa carrière sportive à l'été 2007.

### En sélection
Karel Poborský honore sa première sélection avec l'équipe nationale de Tchéquie le 23 février 1994, lors d'un match amical contre la Turquie. Il est titularisé et son équipe s'impose par quatre buts à un.
Comme nombre de ses partenaires de la sélection, il se révèle à l'Europe du football lors de la saison 1995-1996, où les Tchèques se qualifient pour l'Euro 1996 en Angleterre et atteignent la finale du tournoi face à l'Allemagne. Ils s'y inclinent 2-1 après avoir ouvert le score sur un penalty de Patrik Berger. Lors de cette compétition, Karel Poborský se distingue en marquant un superbe lob en quarts de finale face au Portugal, qui permet à son équipe de se qualifier en s'imposant 1-0.
En équipe nationale tchèque, il est deuxième en nombre de sélections (118). Il a participé à trois Championnats d'Europe des nations (1996, 2000 et 2004) et à une Coupe du monde en 2006. Durant l'Euro 2000, il marque sur penalty le but égalisateur face à la France mais ne peut empêcher la défaite de son équipe à la fin du match. 

## Statistiques

### Statistiques détaillées
| Saison                | Club                    | Championnat           | Championnat | Championnat | Coupe nationale | Coupe nationale | Coupe de la Ligue | Coupe de la Ligue | Compétition(s) continentale(s) | Compétition(s) continentale(s) | Compétition(s) continentale(s) | Tchéquie | Tchéquie | Total | Total |
| Saison                | Club                    | Division              | M.          | B.          | M.              | B.              | M.                | B.                | Comp.                          | M.                             | B.                             | M.       | B.       | M.    | B.    |
| 1991-1992             | Dynamo České Budějovice | 1                     | 26          | 0           | -               | -               | -                 | -                 | -                              | -                              | -                              | -        | -        | 26    | 0     |
| 1992-1993             | SK České Budějovice     | 1                     | 29          | 7           | -               | -               | -                 | -                 | -                              | -                              | -                              | -        | -        | 29    | 7     |
| 1993-1994             | SK České Budějovice     | 1                     | 27          | 8           | -               | -               | -                 | -                 | -                              | -                              | -                              | 4        | 0        | 31    | 8     |
| Sous-total            | Sous-total              | Sous-total            | 82          | 15          | -               | -               | -                 | -                 | -                              | -                              | -                              | 4        | 0        | 86    | 15    |
| 1994-1995             | Viktoria Žižkov         | 1                     | 27          | 10          | -               | -               | -                 | -                 | C2                             | 2                              | 0                              | 3        | 0        | 32    | 10    |
| 1995-1996             | Viktoria Žižkov         | 1                     | 1           | 0           | -               | -               | -                 | -                 | -                              | -                              | -                              | -        | -        | 1     | 0     |
| Sous-total            | Sous-total              | Sous-total            | 28          | 10          | -               | -               | -                 | -                 | -                              | 2                              | 0                              | 3        | 0        | 33    | 10    |
| 1995-1996             | Slavia Prague           | 1                     | 26          | 11          | 2               | 0               | -                 | -                 | C3                             | 11                             | 2                              | 13       | 1        | 52    | 14    |
| Sous-total            | Sous-total              | Sous-total            | 26          | 11          | 2               | 0               | -                 | -                 | -                              | 11                             | 2                              | 13       | 1        | 52    | 14    |
| 1996-1997             | Manchester United       | Premier League        | 22          | 4           | 2               | 0               | 2                 | 1                 | C1                             | 6                              | 0                              | 6        | 0        | 38    | 5     |
| 1997-1998             | Manchester United       | Premier League        | 10          | 2           | -               | -               | 1                 | 0                 | C1                             | 4                              | 0                              | 6        | 0        | 21    | 2     |
| Sous-total            | Sous-total              | Sous-total            | 32          | 6           | 2               | 0               | 3                 | 1                 | -                              | 10                             | 0                              | 12       | 0        | 59    | 7     |
| 1997-1998             | Benfica Lisbonne        | D1                    | 19          | 5           | -               | -               | -                 | -                 | -                              | -                              | -                              | 5        | 0        | 24    | 5     |
| 1998-1999             | Benfica Lisbonne        | D1                    | 27          | 6           | -               | -               | -                 | -                 | C1                             | 8                              | 0                              | 9        | 0        | 44    | 6     |
| 1999-2000             | Benfica Lisbonne        | D1                    | 29          | 5           | -               | -               | -                 | -                 | C3                             | 6                              | 0                              | 12       | 2        | 47    | 7     |
| 2000-2001             | Benfica Lisbonne        | D1                    | 13          | 1           | -               | -               | -                 | -                 | C3                             | 2                              | 0                              | 3        | 1        | 18    | 2     |
| Sous-total            | Sous-total              | Sous-total            | 88          | 17          | -               | -               | -                 | -                 | -                              | 16                             | 0                              | 29       | 3        | 133   | 20    |
| 2000-2001             | Lazio Rome              | Serie A               | 19          | 0           | -               | -               | -                 | -                 | -                              | -                              | -                              | 6        | 0        | 25    | 0     |
| 2001-2002             | Lazio Rome              | Serie A               | 27          | 4           | 3               | 0               | -                 | -                 | C1                             | 4                              | 0                              | 10       | 0        | 44    | 4     |
| Sous-total            | Sous-total              | Sous-total            | 46          | 4           | 3               | 0               | -                 | -                 | -                              | 4                              | 0                              | 16       | 0        | 69    | 4     |
| 2002-2003             | Sparta Prague           | 1                     | 29          | 8           | -               | -               | -                 | -                 | C3                             | 8                              | 2                              | 10       | 1        | 47    | 11    |
| 2003-2004             | Sparta Prague           | 1                     | 28          | 11          | -               | -               | -                 | -                 | C1                             | 10                             | 5                              | 12       | 2        | 50    | 18    |
| 2004-2005             | Sparta Prague           | 1                     | 24          | 6           | -               | -               | -                 | -                 | C1                             | 8                              | 1                              | 6        | 0        | 38    | 7     |
| 2005-2006             | Sparta Prague           | 1                     | 6           | 1           | -               | -               | -                 | -                 | C1                             | 1                              | 0                              | -        | -        | 7     | 1     |
| Sous-total            | Sous-total              | Sous-total            | 87          | 26          | -               | -               | -                 | -                 | -                              | 27                             | 8                              | 28       | 3        | 142   | 37    |
| 2005-2006             | Dynamo České Budějovice | 2                     | 14          | 8           | -               | -               | -                 | -                 | -                              | -                              | -                              | 11       | 1        | 25    | 9     |
| 2006-2007             | Dynamo České Budějovice | 1                     | 12          | 2           | -               | -               | -                 | -                 | -                              | -                              | -                              | -        | -        | 12    | 2     |
| Sous-total            | Sous-total              | Sous-total            | 26          | 10          | -               | -               | -                 | -                 | -                              | -                              | -                              | 11       | 1        | 37    | 11    |
| Total sur la carrière | Total sur la carrière   | Total sur la carrière | 415         | 99          | 7               | 0               | 3                 | 1                 | -                              | 70                             | 10                             | 118      | 8        | 613   | 118   |

## Carrière[9]
- 1991-1994 : České Budějovice ( Tchéquie)
- 1994-1995 : FK Viktoria Žižkov ( Tchéquie)
- 1995-1996 : Slavia Prague ( Tchéquie)
- 1996-1998 : Manchester United ( Angleterre)
- 1998-2000 : Benfica ( Portugal)
- 2000-2002 : Lazio Rome ( Italie)
- 2002-2005 : Sparta Prague ( Tchéquie)
- Mars 2005-2007 : České Budějovice ( Tchéquie)

## Palmarès

### En club
- Champion d'Angleterre en 1997 avec Manchester United
- Vainqueur du Community Shield en 1996 et 1997 avec Manchester United
- Champion de Tchéquie en 1996 avec le Slavia de Prague, 2003 et 2005 avec le Sparta de Prague
- Vice-champion de Tchéquie en 2004 avec le Sparta de Prague et vice-champion du Portugal en 1998 avec Benfica Lisbonne.
- Vainqueur de la Coupe de Tchéquie en 2004 avec le Sparta de Prague

### EnÉquipe de Tchéquie

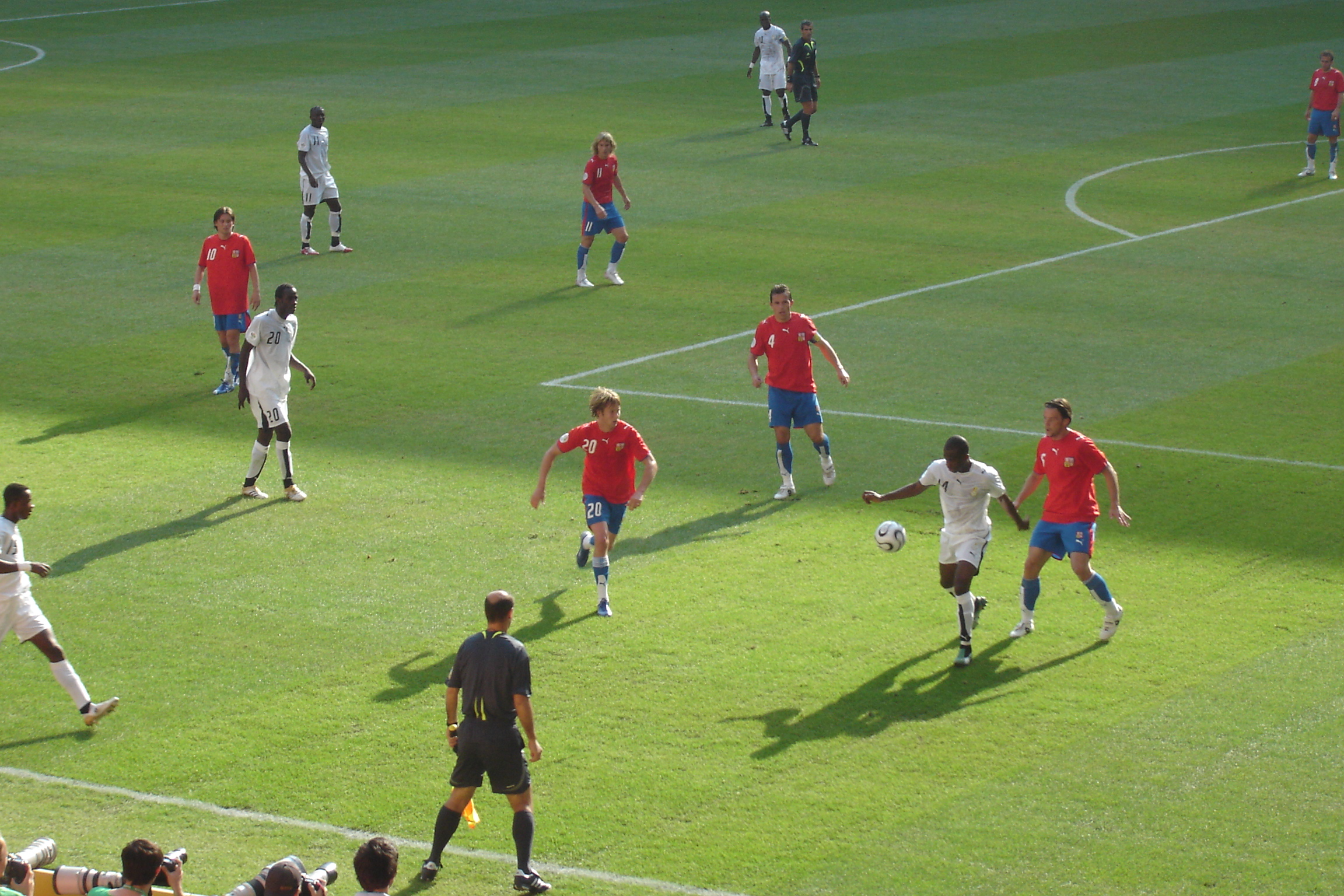
Les Tchèques en 2006. Poborský est le dernier à droite.

- 118 sélections (record national) et 8 buts entre février 1994 et juin 2006[10],[11]
- Première sélection à Istanbul : Turquie - Tchéquie (1-4)
- Vice-Champion d'Europe des Nations en 1996
- 3e de la Coupe des Confédérations en 1997
- Participation au Championnat d'Europe des Nations en 1996 (Finaliste - 6 matchs disputés pour 1 but inscrit), en 2000 (Premier Tour - 3 matchs disputés pour 1 but inscrit) et en 2004 (1/2 finaliste - 5 matchs disputés)
- Participation à la Coupe du monde en 2006 (Premier Tour - 3 matchs disputés)